# Ministerio de Autonomías (Bolivia)
El Ministerio de Autonomías de Bolivia fue el ministerio que supervisaba la distribución de competencias entre los entes regionales, incluyendo departamentos, municipios, comunidades autónomas y gobiernos autónomos autóctonos en Tierras Comunitarias Nativas y Municipios Indígenas. A través de su Viceministerio de Organización Territorial, también era responsable de delimitar las fronteras entre las unidades territoriales constituyentes de Bolivia.
El Ministerio fue constituido a través del Decreto Supremo 29894, emitido por el presidente Evo Morales el 7 de febrero de 2009.